# 폐렴 막대균

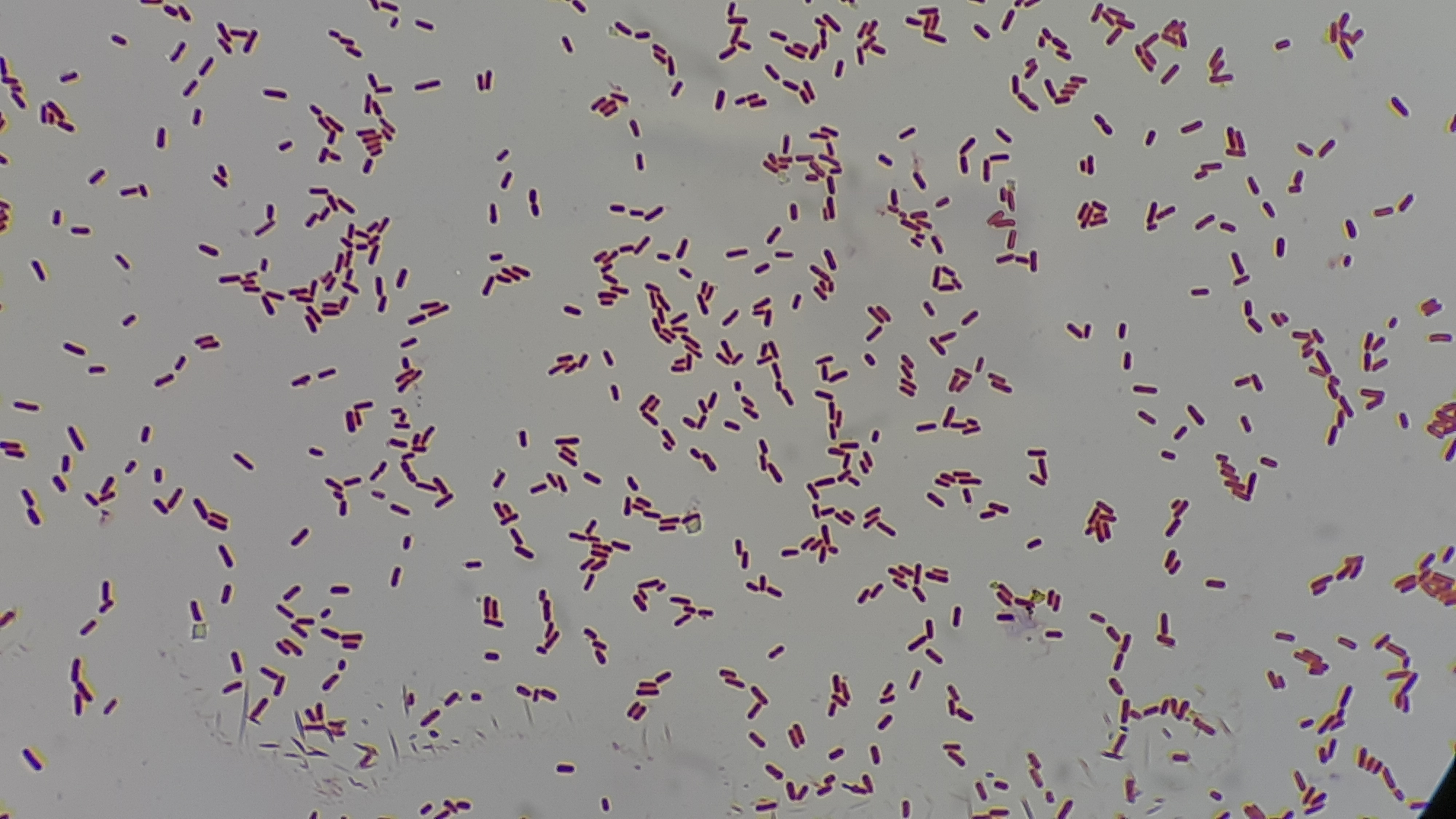
도말 배양 후 그람 염색한 결과 나타난 폐렴막대균

폐렴 막대균(학명: Klebsiella pneumoniae 또는 K. pneumoniae, 클렙시엘라 뉴모니아) 또는 폐렴간균은 그람 음성, 비운동성, 락토스 발효, 통성 혐기성, 막대 모양의 협막을 가지는 세균이다. 맥콘키 선택배지에서 점액성(mucoid)의 락토스 발효 세균으로 나타난다.
입, 피부, 장의 정상세균총에서 발견되지만, 흡인하면 인간과 동물의 폐, 특히 폐포에 파괴적인 변화를 일으켜 가래와 같은 피 묻은 갈색, 또는 노란색의 젤리 같은 점액을 만들 수 있다. 임상 환경에서 폐렴막대균은 장내세균과에 속한 클렙시엘라속의 가장 중요한 세균이다. 클렙시엘라속에 속한 다른 세균인 K. oxytoca 나 K. rhinoscleromatis는 인간 임상 표본에서도 존재가 입증되었다. 최근 몇 년 동안 클렙시엘라속에 속한 종들은 병원 감염에서 중요한 병원체로 떠올랐다.
토양에서 자연적으로 발생하며 약 30%의 균주가 무산소 조건에서 질소 고정을 일으킬 수 있다. 이 때문에 자유 생활 질소 고정 세균으로서 질소 고정 시스템이 많이 연구되었다. 폐렴막대균이 농업에서 작물 수확량을 증가시키는 것으로 입증되었기 때문에, 농업적인 흥미의 대상이 된다.
클렙시엘라 옥시토카와 밀접한 관계에 있다. 폐렴막대균은 인돌 검사 음성이며 3-하이드록시부티레이트가 아닌 멜레치토스에서 자라는 능력으로 구별된다.
폐렴막대균은 ESKAPE과 협막을 가진 세균에 속한다.

## 역사
클렙시엘라속의 이름은 독일의 미생물학자 에드윈 클렙스(Edwin Klebs, 1834-1913)의 이름을 따서 명명되었다. 폐렴막대균은 독일의 병리학자 카를 프리드랜더(Carl Friedländer)를 기리기 위해 Friedlander's bacillum으로도 알려져 있는데, 그는 이 세균이 특히 만성 질환자나 알코올 중독자 등 면역 저하자에게서 나타나는 폐렴의 원인이라고 제안했다.

## 역학
폐렴막대균의 감염은 다른 쇠약해지는 질병이 있는 중년, 노년층에게 주로 영향을 미친다. 이 환자 집단은 당뇨병, 알코올 의존증, 암, 간 질환, 만성 폐쇄성 폐질환, 글루코코르티코이드 요법, 신부전, 특정 직업(예: 제지 공장 작업자) 등 호흡기 방어가 손상된 환자들로 여겨진다. 이러한 환자들에서 폐렴막대균 감염의 대부분은 환자가 다른 이유로 병원에 입원할 때 일어나는, 원내감염의 형태로 이루어진다.
폐렴 외에도 클렙시엘라는 비뇨계통, 하부 담도, 수술 상처 부위에 감염을 일으킬 수 있다. 임상 질환에는 폐렴, 혈전정맥염, 요로감염증, 쓸개염, 설사, 상기도감염증, 상처 감염, 골수염, 수막염, 균혈증, 패혈증 등이 있다. 신체에 침습적 장치가 있는 환자의 경우 장치가 폐렴막대균에 오염될 위험이 있다. 신생아 병동의 장치, 호흡을 돕기 위한 장비, 요도 카테터는 환자를 위험에 빠뜨릴 수 있다. 또한, 항생제 사용은 클렙시엘라에 의한 원내 감염의 위험을 증가시키는 요인이 될 수 있다. 패혈증과 패혈성 쇼크는 세균이 혈액으로 들어가면 발생할 수 있다.
킹스 칼리지 런던에서 수행된 연구에 따르면 HLA-B27과 클렙시엘라 세균의 두 표면 분자 사이의 분자 모방이 강직성 척추염의 원인과 관련되어 있다.
클렙시엘라는 노인의 요로감염증을 대장균 다음으로 많이 일으킨다. 또한 만성 폐질환, 장 질환, 코점막의 위축, 코경화증이 있는 환자에게 기회감염 병원체가 될 수 있다. 새로운 항생제 내성을 가진 폐렴막대균 균주도 나타나고 있다.

### 클렙시엘라 폐렴
병원 외부의 클렙시엘라 세균에 의해 유발되는 가장 흔한 상태는 일반적으로 기관지폐렴 형태로 나타난 폐렴이나 기관지염이다. 발병한 환자에서는 폐 농양, 공동화, 농흉, 가슴막 유착이 발생하는 경향이 크다. 항생제 치료를 시행해도 중증 환자의 경우 사망률이 약 50%이다. 경증 환자의 경우 10만명당 9.4명으로, 0.009%정도이다.

#### 병태생리학
이런 형태의 폐렴은 일반적으로 흡인으로 인해 발생하며 알코올 의존증이 위험 인자일 수 있다. 또한 일반적으로 원내 요로 감염이나 COPD 환자와 관련이 있다.
폐렴막대균의 병태생리학 측면에서 주목할 것은 폐렴막대균에 대한 호중구의 골수세포형과산화효소를 통한 방어이다. 엘라스테이스의 산화적 비활성화가 폐렴막대균 방어에 관여하며, 지질다당류 결합 단백질(LBP)은 세균의 세포벽 구성 요소를 세포로 전달하는 데 도움이 된다.

#### 징후 및 증상
클렙시엘라 폐렴이 있는 사람은 특징적인 가래를 기침으로 내뱉으며, 발열, 메스꺼움, 빈맥, 구토 증상을 보이는 경향이 있다. 클렙시엘라 폐렴은 알코올 중독과 같은 기저질환이 있는 사람들에게 영향을 더 많이 미친다.

#### 진단
클렙시엘라 폐렴 진단과 관련하여 폐렴막대균에 환자가 감염되었는지 판별하기 위해 광범위 베타 락타메이스(Extended Spectrum β-Lactamase, ESBL)에 대한 감수성 검사나 다음의 검사들을 수행할 수 있다.
- 일반 혈액 검사(CBC)
- 가래(배양)
- 방사선촬영(가슴)
- CT 스캔

#### 치료
클렙시엘라 폐렴의 치료는 아미노글리코사이드나 세팔로스포린과 같은 항생제에 의해 이루어지며, 개인의 건강 상태, 병력, 질병의 중증도에 따라 사용할 항생제를 선택한다.

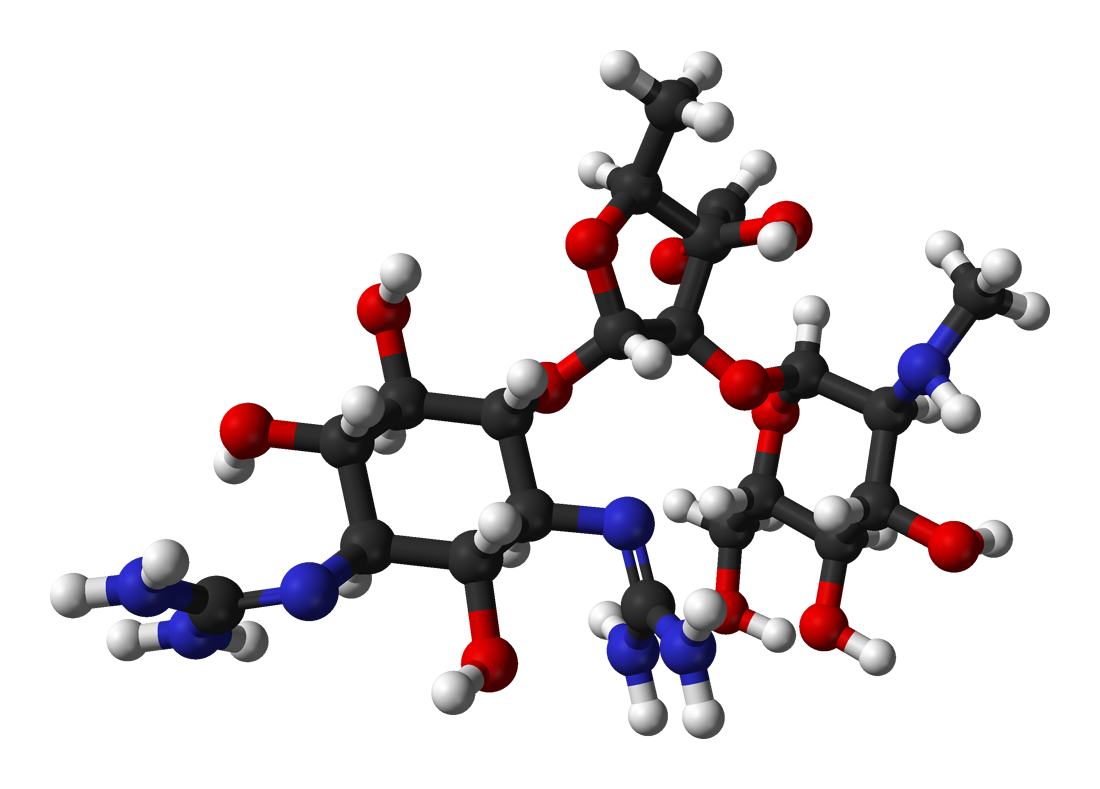
스트렙토마이신(아미노글리코사이드 항생제의 일종)

세팔로스포린(핵심 구조)

클렙시엘라는 암피실린에 대한 내성을 가지도록 만드는 베타-락타메이스를 보유하고 있으며, 많은 균주가 카르베니실린, 아목시실린, 세프타지딤에 대한 추가 내성과 함께 광범위 베타-락타메이스를 획득했다. 폐렴막대균은 아미노글리코사이드와 세팔로스포린에 대해서는 감수성을 보이며, 베타-락타메이스 억제제인 클라불란산으로 베타-락타메이스를 얼마나 억제 가능한지는 다양한 것으로 보고되었다. 집중치료실(ICU)에서 다제내성 그람 음성 병원균으로 인한 감염은 콜리스틴이 다시 사용되게 만들기도 하였다. 그러나 폐렴막대균의 콜리스틴 내성 균주가 ICU에서 보고되었다. 2009년 인도와 파키스탄에서 정맥 주사용 항생제인 카바페넴에 내성을 보이는 뉴델리 메탈로-베타락타메이스(NDM-1)라는 유전자를 가진 폐렴막대균이 발견되었다. 대만의 클렙시엘라 발병 사례는 당뇨병(DM)이 있는 사람들에게 간농양을 유발하는 비정상적인 독성을 나타냈으며, 치료는 3세대 세팔로스포린으로 이루어졌다.

### 고병원성 클렙시엘라 폐렴
고병원성 폐렴막대균(hypervirulent Klebsiella pneumoniae, hvKP)은 아시아에서 발생한 높은 사망률의 매우 치명적인 변종이다. 종종 중추신경계와 눈으로 퍼지고, 눈에서는 안구내염을 유발한다. 현재 국제적인 지침은 없기 때문에 추가 검사와 치료는 사례별로 다르게 이루어진다.

## 전염
폐렴막대균 감염에 걸리려면 우선 사람이 세균에 노출되어야 한다. 즉, 폐렴막대균이 기도로 들어가야 폐렴을 일으킬 수 있으며, 또는 혈액으로 들어가 혈류를 통한 감염을 일으킬 수도 있다. 의료 환경에서 폐렴막대균은 사람 대 사람 접촉(예: 의료진의 오염된 손을 통해서 전달, 환자 간에 전달)을 통해 전파되거나, 덜 흔한 방법이지만 환경 오염에 의해서도 전파될 수 있다. 환경에서 환자로 직접 전파되는 방식에는 논란의 여지가 있으며 추가 조사가 필요하다. 그러나 공기를 통해서는 전파되지 않는다. 의료 환경에 있는 환자는 인공호흡기나 정맥 카테터를 사용하는 중인 경우, 또는 상처가 있는 경우에도 폐렴막대균에 노출될 수 있다. 이러한 의료 도구와 조건으로 인해 폐렴막대균이 몸에 들어가 감염을 일으킬 수 있다.

## 저항성 균주

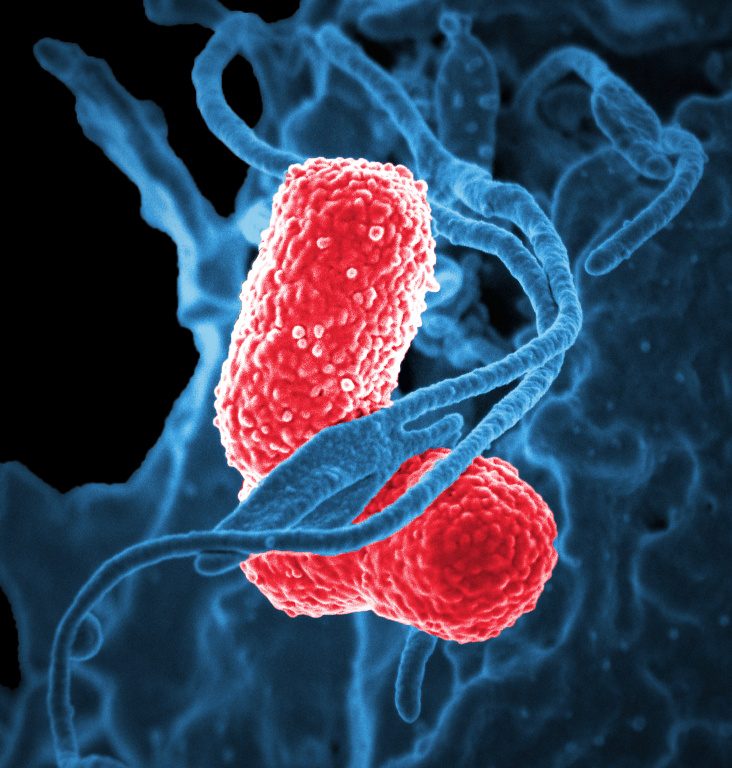
다제내성 폐렴막대균(KP)

클렙시엘라에 속하는 세균들은 종종 여러 항생제에 내성이 있다. 현재까지 나온 연구를 통한 근거들은 플라스미드가 저항성 유전자의 기원이라고 보고 있다. 광범위 베타-락타메이스(ESBL)를 생산하는 능력을 가진 클렙시엘라 종은 카바페넴을 제외한 거의 모든 베타-락탐 항생제에 내성이 있다. 빈번하게 내성을 가지는 다른 항생제에는 아미노글리코사이드, 플루오로퀴놀론, 테트라사이클린, 클로람페니콜, 트리메토프림/설파메톡사졸이 있다.

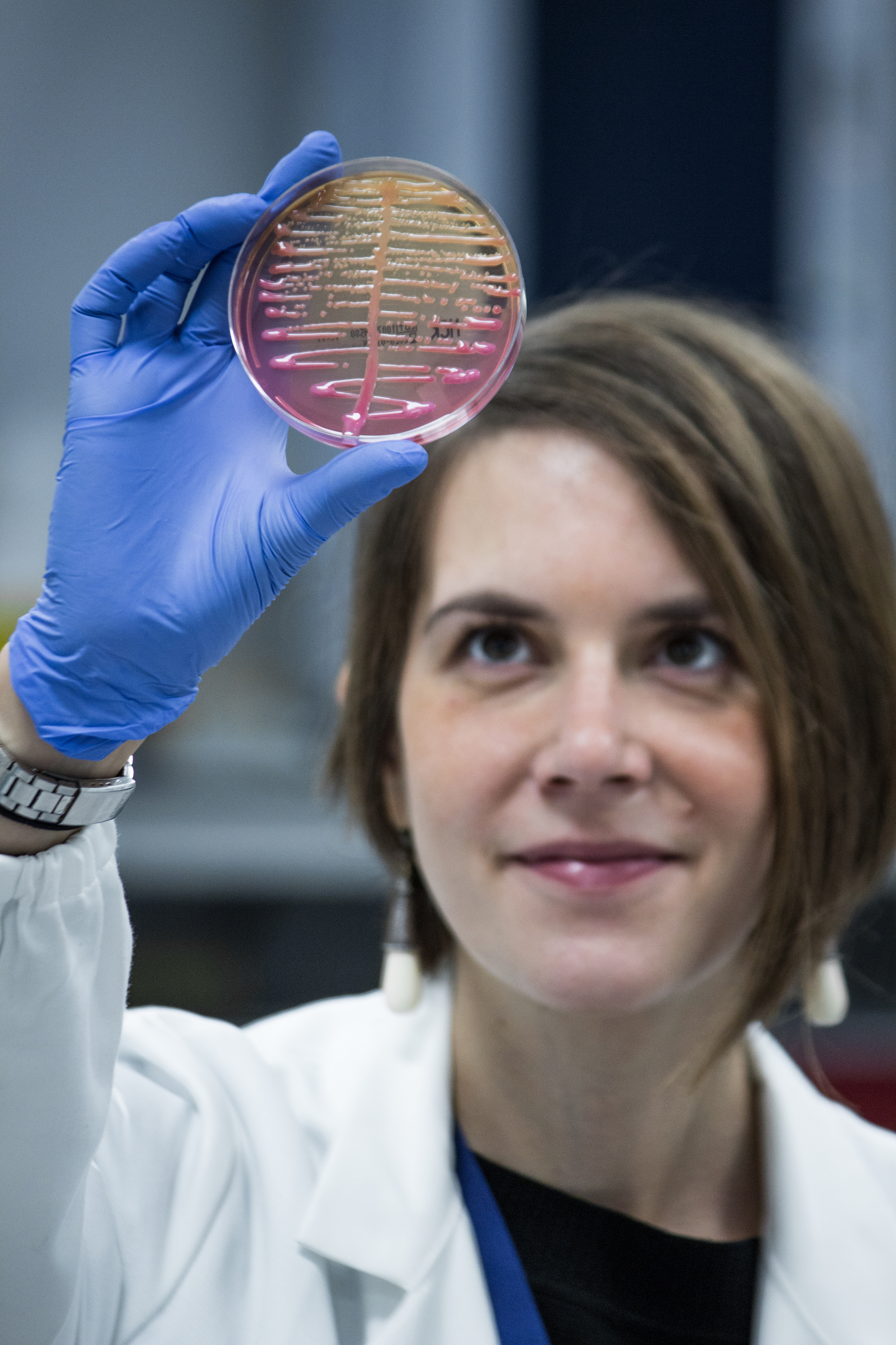
2018년 11월 토스카나주에서 발병이 보고된 NDM 카바페네메이스를 생산하는 폐렴막대균 CRE 균주. 맥콘키 선택배지에서의 양성 혈액 배양.

카바페넴 내성 장내세균(CRE), 또는 카바페네메이스를 생산하는 장내세균과 감염은 의료 환경에서 중요한 도전 과제로 떠오르고 있다. 많은 CRE 중 하나가 카바페넴 내성 폐렴막대균(carbapenem-resistant Klebsiella pneumoniae, CRKP)이다. 지난 10년 동안 전 세계적으로 CRKP는 점진적으로 증가해 왔다. 그러나 이 새로운 원내감염 병원체는 2006년경 이스라엘의 의료 시스템 내에서 시작된 발병으로 가장 잘 알려져 있다. 미국에서는 1996년 노스캐롤라이나에서 처음 기술되었다. 그 이후로 CRCP는 미국의 41개 주에서 확인되었다. 뉴욕과 뉴저지의 특정 병원에서 일상적으로 발견된다. 현재 미국 내에서 가장 흔한 CRE 종이다.
CRKP는 사용 가능한 거의 모든 항균제에 내성이 있다.  특히 장기간 입원한 사람과 중환자, 침습적 장치(예: 인공호흡기나 중심 정맥 카테터)에 노출된 사람에게 잘 감염되어, 높은 이환율과 사망률을 보였다. 우려되는 점은 카바페넴이 항생제 내성 균주와 싸울 때 최후의 수단으로 사용되는 경우가 많다는 점이다. 새로운 약간의 돌연변이로 인해 의료 전문가가 내성 병원체에 감염된 환자를 치료하기 위해 거의 아무것도 할 수 없는 감염이 발생할 수 있다.
많은 기전이 장내세균과에서 카바페넴 내성을 유발한다. 여기에는 외막 포린 돌연변이가 있는 ampC 베타-락타메이스의 과다 생산, 포린 돌연변이가 있거나 약물을 유출시키는 CTX-M 광범위 베타-락타메이스, 카바페네메이스 생산 등이 있다. CRKP에 의한 내성의 가장 중요한 기전은 카바페네메이스 효소인 blakpc의 생산이다. blakpc 효소를 암호화하는 유전자는 유전 물질(트랜스포존, 관련된 특정 트랜스포존을 Tn4401이라고 함)의 이동 가능한 조각을 통해 운반되어 전파 위험을 높인다. blak pc를 보유하는 일부 균주는 증가된 최소 억제 농도를 갖지만, 여전히 카바페넴에 대한 감수성 범위 내에 있기 때문에 CRE라는 것을 감지하기 어려울 수 있다. 이러한 균주는 카바페넴에 여전히 민감하기 때문에 표준 감수성 테스트 지침을 사용하였을 때는 감염 통제의 위험으로 식별되지 않는다. 이런 식으로 인식되지 못한 CRKP 집락이 있는 환자는 병원 발병 동안 전염을 위한 저장소 역할을 하게 되었다.
환경 내에서 CRCP의 범위와 유병률은 현재 알려져 있지 않다. 사망률도 알려져 있지 않지만 44% 정도까지 높은 것으로 관찰되었다. 미국 질병통제예방센터(Centers for Disease Control and Prevention)는 CRCP 퇴치를 위한 적극적인 감염 통제 지침을 발표했다.
 Place all patients colonized or infected with carbapenemase-producing Enterobacteriaceae on contact precautions. Acute-care facilities are to establish a protocol, in conjunction with the guidelines of the Clinical and Laboratory Standards Institute, to detect nonsusceptibility and carbapenemase production in Enterobacteriaceae, in particular Klebsiella spp. and Escherichia coli, and immediately alert epidemiology and infection-control staff members if identified. All acute-care facilities are to review microbiology records for the preceding 6–12 months to ensure that there have not been previously unrecognized CRE cases. If they do identify previously unrecognized cases, a point prevalence survey (a single round of active surveillance cultures) in units with patients at high risk (e.g., intensive-care units, units where previous cases have been identified, and units where many patients are exposed to broad-spectrum antimicrobials) is needed to identify any additional patients colonized with carbapenem-resistant or carbapenemase-producing Klebsiella spp. and E. coli. When a case of hospital-associated CRE is identified, facilities should conduct a round of active surveillance testing of patients with epidemiologic links to the CRE case (e.g., those patients in the same unit or patients having been cared for by the same health-care personnel).
 
카바페네메이스 생산 장내세균이 집락화되었거나, 감염된 모든 환자들과의 접촉에 주의하십시오. 응급 치료 시설은 임상검사표준연구소 가이드라인을 참고해 장내세균과(특히 클렙시엘라속)와 대장균의 항생제 내성이나 카바페네메이스 생산 여부를 알아내고, 알아냈을 시 이에 대응하는 역학 감염 통제 직원들에게 알리는 프로토콜을 세워야 합니다. 모든 응급 시설은 이전에 식별하지 못했던 CRE 사례가 없는지 확실히 하기 위해 이전 6-12개월 동안의 미생물 기록을 검토해야 합니다. 만일 이전에 식별하지 못했던 사례를 확인한 경우, 고위험군 환자들이 있는 곳(예: 집중치료실, 해당 사례를 확인한 곳, 다수의 환자가 광범위 항생제에 노출된 곳)에 집중 유병률 조사(point prevalence survey)가 카바페넴 내성, 또는 카바페네메이스 생산 클렙시엘라속 세균이나 대장균이 추가적으로 집락화된 환자를 확인하기 위해 필요합니다. 병원 관련 CRE가 판명된 경우, 해당 시설은 CRE 사례와 환자 간의 역학적 연결을 검사하는 적극적 감시를 수행해야 합니다.(예: 해당 환자들이 같은 곳에 입원해 있었다, 해당 환자들이 같은 의료 인력에 의해 치료되었다.)
 — 미국 질병통제예방센터, 2009년
이 봉쇄 정책의 한 가지 구체적인 예는 2007년 이스라엘에서 볼 수 있다. 이 정책이 시행됐던 기간은 2007년 4월부터 2008년 5월까지였다. 당시 이스라엘에서는 CRE의 전국적 발병(2007년 3월 환자 100,000일당 발병 55.5건으로 정점을 찍음)으로 전국적인 치료 계획이 필요했다. 개입에는 모든 CRE 보균자를 물리적으로 분리하고, 병원을 면밀히 모니터링하고, 필요할 때 개입함으로써 격리의 효율성을 감독하기 위한 태스크 포스의 임명이 이루어졌다. 치료계획(2008년 5월 측정) 이후 환자 10만 명당 발병 건수는 11.7건으로 감소했다. 이 계획은 엄격한 병원 규정 준수로 인해 효과적이었다. 각 병원에서는 모든 CRE 보균자에 대한 자세한 문서를 보관해야 했다. 실제로, 순응도가 10% 증가할 때마다 환자 10만 명당 사례 발생률은 0.6씩 감소했다. 따라서 전국적인 규모의 봉쇄에는 전국적인 개입이 필요하다.
미국에서는 CDC가 클렙시엘라 종의 세균과 대장균(E. coli)에 대해서만 카바페넴 내성이나 카바페네메이스 생성 검출을 권장하고 있다. 이는 분자적 방법을 사용하지 않고 미생물학 실험실에서 검사를 수행하는 것을 용이하게 하며, 이 두 종류가 미국에서 발생하는 대부분의 CRE이기 때문이다. 이 항생제 내성 균주인 CRKP의 감염률을 가능한 한 낮게 유지하려면 효과적인 살균, 오염 제거 절차가 중요하다.
2016년 8월 중순, 네바다주 와슈군의 한 주민이 CRE(특히 폐렴막대균) 감염으로 인해 리노에 입원했다. 같은 해 9월 초, 그녀는 패혈성 쇼크에 걸려 사망했다. CDC 검사에서 밝혀진 바로는, 환자에서 분리된 균주는 최후의 수단인 콜리스틴을 포함하여 미국에서 사용 가능한 모든 26가지 항생제에 내성이 있었다. 그녀는 오른쪽 넙다리뼈 골절과 이어진 넙다리뼈와 엉덩관절 감염으로 인해 2년 동안 인도에서 입원한 병력이 있었고, 이 기간 동안 이 내성 균주에 감염됐을 것으로 생각된다.

## 확산 방지
환자 사이에 클렙시엘라 감염이 퍼지는 것을 방지하기 위해 의료인은 특정 감염 통제 조치를 따라야 한다. 손 위생에 대한 엄격한 준수(바람직하게는 손이 더러워졌을 시 알코올 손 소독제 사용, 또는 손을 씻을 경우 비누와 물 사용)가 포함된다. 그람 음성 간균을 대상으로는 알코올 손 소독제가 효과적이다. 클렙시엘라 관련 질환이 있는 환자가 있는 병실에 들어갈 때는 가운과 장갑을 착용한다. 또한 의료 시설은 클렙시엘라 확산을 방지하기 위해 엄격한 청소 절차를 따라야 한다.
감염의 확산을 방지하기 위해 환자는 다음의 경우들을 포함하여 매우 자주 손을 씻어야 한다.
- 음식을 준비하거나 먹기 전에
- 눈, 코, 입을 만지기 전에
- 상처 부위의 드레싱이나 붕대를 교체하기 전후
- 화장실 이용 후
- 코를 풀거나 기침, 재채기를 한 후
- 침대 난간, 침대 옆 탁자, 문 손잡이, 리모콘, 전화기 등 병원 시설의 표면을 만진 후[19]

## 치료
감염된 폐렴막대균이 약물 내성을 가지지 않은 경우 항생제로 치료할 수 있다. 폐렴막대균에 의한 감염은 항생제가 덜 효과적이기 때문에 치료가 어려울 수 있다. 그러한 경우, 미생물학 랩은 감염을 치료할 항생제를 결정하기 위해 검사를 시행해야 한다. 클렙시엘라 폐렴의 보다 구체적인 치료법은 위의 문단에 나와 있다. 다제내성 클렙시엘라 종의 요로감염증에 대해 아미카신과 메로페넴의 병용 요법이 제안되었다.

## 연구
다제내성 폐렴막대균 균주는 실험실 검사 결과 파지를 복강, 정맥, 비강 투여했을 때 생체내(in vivo)에서 사멸되었다. 새로운 감염성 파지는 주위 환경에서 가져올 수 있기 때문에, 파지에 대한 내성은 항생제 내성만큼 문제가 되지 않을 것이다. 파지 요법은 항생제를 완전히 대체하기보다는, 항생제와 함께 사용하여 항생제 활성을 보완할 수 있다.

## 같이 보기
- 클레브시엘라
- 폐렴구균